# 巴蜀民系
巴蜀民系（四川话拼音：Ba1su2 min2xi4；国际音标：[pa55su21min21ɕi213]），通称四川人，有时也称川人、川渝人、巴蜀人，指是四川和重庆地区及周邊一帶的漢族分支，多数以四川话为第一或第二母语，拥有独特认同意识（盆地意識），认同巴蜀文化。巴蜀人起源于蜀部族和巴部族，并在经历了漫长历史中人口迁徙之后，最终形成于明、清兩朝的两次“湖广填四川”大移民运动之后。巴蜀民系的总人口约有1亿2千万，是中国汉族中人口最多的族群之一。

## 形成

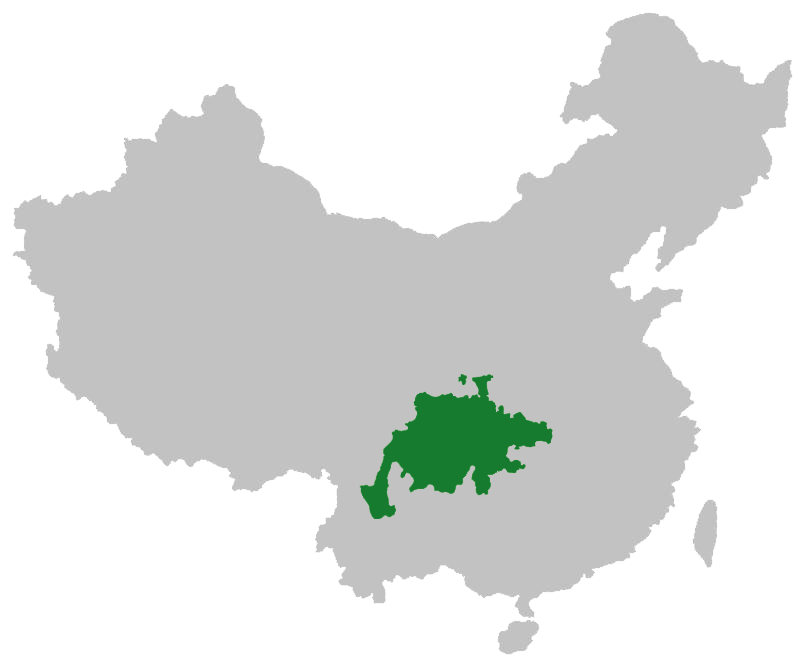
巴蜀人的分布区域与四川话的分布区域相近

巴蜀民系的形成可以追溯至數千年前的蜀部族和巴部族。前316年，秦国相继灭掉由古巴蜀人建立的巴蜀两国，逐步将中原华夏族的制度、政令推行到巴蜀地区，并开始大量的向巴蜀地区移民。西汉时期，以古蜀部族、巴部族为基础，融入华夏部族血统，在四川盆地中形成了一个内部较为统一的部族，即早期巴蜀人。宋末元初，长达52年的蒙古攻四川之战使早期巴蜀人人口损失严重。元末明初和明末清初，四川地区又接连出现大规模战乱，随之而来的明初与清初的两次“湖广填四川”大移民运动，深刻地改变了巴蜀地区的人口构成，并使得四川语言逐渐向官话统一。来自湖广、广东、江西等地的移民与存留的巴蜀土著居民融合，最终于清代中期形成了现今的巴蜀民系。

## 分布
巴蜀民系主要分布于中国四川省和重庆市境内的四川盆地一带，是當地的主体族群，占两地总人口的95%以上。同时，巴蜀人在与川渝毗邻的陕西南部（汉中盆地一带）、湖北西部、云南及贵州北部也有分布。1980年代中国经济改革开始之后，也有不少族人前往經濟發達的中国沿海地区（如广东、上海、浙江等地）就业。2007年，川渝两省市常住人口较户籍人口少约1100万（其中四川省约700万、重庆市约400万）。近年来，还有一定巴蜀人移居美国、法国、澳大利亚、德国、香港、新加坡等地，在當地形成巴蜀同乡会（即川渝、四川同乡会）等组织。

## 特征

### 遗传学特征
虽然現代巴蜀人的语言四川话相较于其它南方漢語言，与北方官话更为接近，但巴蜀汉族从遗传学上来看属于典型的南方汉族。从Y染色体单倍群、线粒体单倍群来看，現代巴蜀汉族中北方汉族血统低于操吴语的上海汉族、浙江汉族、江苏汉族以及同样操西南官话的湖北汉族、云南汉族；巴蜀人中的北方汉族混合比例与湖湘人、江右民系较为接近。另外，当与其它南方汉族进行比较时，巴蜀汉族人群的Y染色体单倍组分布频率与其它中国南方汉族人群的差异仍具有统计学意义。

### 文化特徵
巴蜀地區鬼神觀念特別流行，巫祝（占卜祭祀之人）的作用特別明顯。這種特徵可追溯至古蜀王國時代。《蜀王本紀》載：「李冰以秦時為蜀守，謂汶山為天彭闕，號曰天彭門，云亡者悉過其中，鬼神精靈數見。」另一方面，追求長生不老和修仙的神仙學非常盛行。這些特徵為公元二世紀道教派別天師道的創立提供了沃土。根據呂子方和蒙文通的研究，《山海經》可能是產生於巴蜀地區的最早著作。明朝曹學佺的《蜀中廣記》卷九六〈著作記第六〉中，也將《山海經》引入蜀人著述。
中山大學教授黎國韜認為前、後蜀時期的巴蜀人一度信奉源於波斯的祆教（參見四川祆教），並考證川主二郎神很可能是演變自祆教風神維施帕卡。天主教於1640年傳入四川，18世紀在巴蜀地區流傳甚廣。法國教士古伯察在1850年出版的《韃靼西藏旅行記》中提到當時四川是全國天主教最為興盛的地區（參見四川天主教）。現代，因四川和重慶遺留的佛教景觀及寺廟居多，如樂山大佛、大足石刻等，四川人則多數參拜佛教信仰的寺廟，天主教和道教信仰人數則相對較少。
由於遠離中原地區，巴蜀受儒家文化的影響相對較小。和中原、齊魯、江浙等地相比，巴蜀人不遵儒家規範之態更多。《天下四川》一書中描述巴蜀人的文化特徵為「四川出才子，不出貞婦。出文化莽漢，不出道德聖賢。四川人的文化品格，為中國文化貢獻出一個偏離儒家正統的異端列傳，一個以自由精神去克服、對抗、藐視和顛覆儒家禮教與皇權專制的文化集團。」